# Notogramma cimiciformis
Notogramma cimiciformis är en tvåvingeart som beskrevs av Friedrich Hermann Loew 1868. Notogramma cimiciformis ingår i släktet Notogramma och familjen fläckflugor. Inga underarter finns listade i Catalogue of Life.